# Legio VI Victrix
La Legio VI Victrix (Sexta legión «victoriosa») fue una legión romana, fundada por César Augusto en el 41 a. C. Fue gemela de la VI Ferrata y probablemente se surtió de sus veteranos, que mantuvieron las tradiciones cesarianas.
Su primera operación tuvo lugar en Perugia en 41 a. C.  También sirvió contra Sexto Pompeyo, quien había ocupado Sicilia y amenazaba con interrumpir el envío de grano a Roma.
En el 31 a. C. luchó en la batalla de Actium contra Marco Antonio.

## La VIVictrixen Hispania
En el año 29 a. C. fue trasladada a la Hispania Tarraconensis, donde ayudó en la importante guerra de César Augusto contra los cántabros entre el 25 a. C. y el 13 a. C..

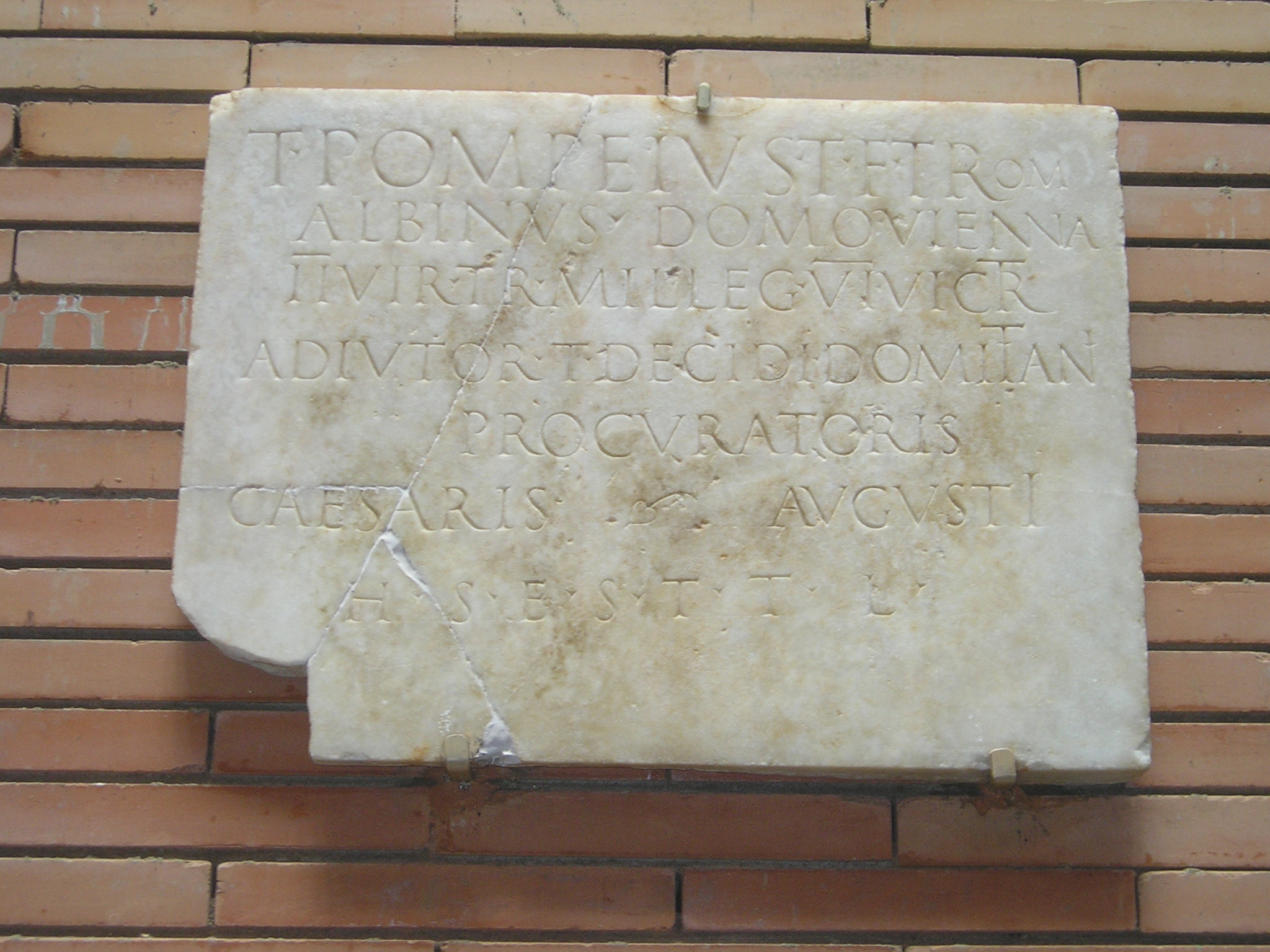
Epitafio emeritense del Tribuno angusticlavio Tito Pompeyo Albino, que sirvió en la VI Victrix bajo Nerón.

La legión permaneció en Hispania durante casi un siglo, asentada en el castrum de Legio, la actual León (España), recibiendo el apelativo de Hispaniensis. Soldados de esta unidad, de la X Gemina y de la IV Macedonica fueron de los primeros en colonizar la Colonia Caesar Augusta, la actual ciudad de Zaragoza. Asimismo, junto con las dos legiones mencionadas, construyeron la vía de la Cinco Villas entre Pompaelo (Pamplona) y Zaragoza, el puente de Martorell (Barcelona), sobre la Vía Augusta, y el puerto fluvial de Zaragoza sobre el río Ebro.
La misión fundamental de la unidad fue mantener el orden, y así a comienzos del imperio de Nerón aplastó con facilidad una sublevación de los astures. Además, proporcionó escoltas y personal especializado a los gobernadores y procuradores de las provincias Lusitania y Tarraconensis.
La impopularidad de Nerón determinó que el gobernador de Hispania Tarraconensis, Servio Sulpicio Galba, se sublevase y se proclamase emperador en la ciudad de Clunia (Coruña del Conde, Burgos), siendo apoyado por esta legión. Para completar a la VI Victrix, Galba creó la Legio VII Galbiana, primer nombre que recibió en honor a su fundador, luego llamada Legio VII Gemina y marchó a Roma, donde Nerón se suicidó.

## La Legio VIVictrixen Germania
La VI Victrix permaneció en Hispania y solamente fue trasladada a Germania Inferior por orden de Vespasiano en el año 70, para integrarse en el ejército de Quinto Petilio Cerial para la represión de la sublevación de los bátavos.
La legión ayudó a recomponer el limes del bajo Rin, y a reconstruir los asentamientos bátavos, colaborando en la explotación de las canteras de arenisca de Bröhl (Alemania).

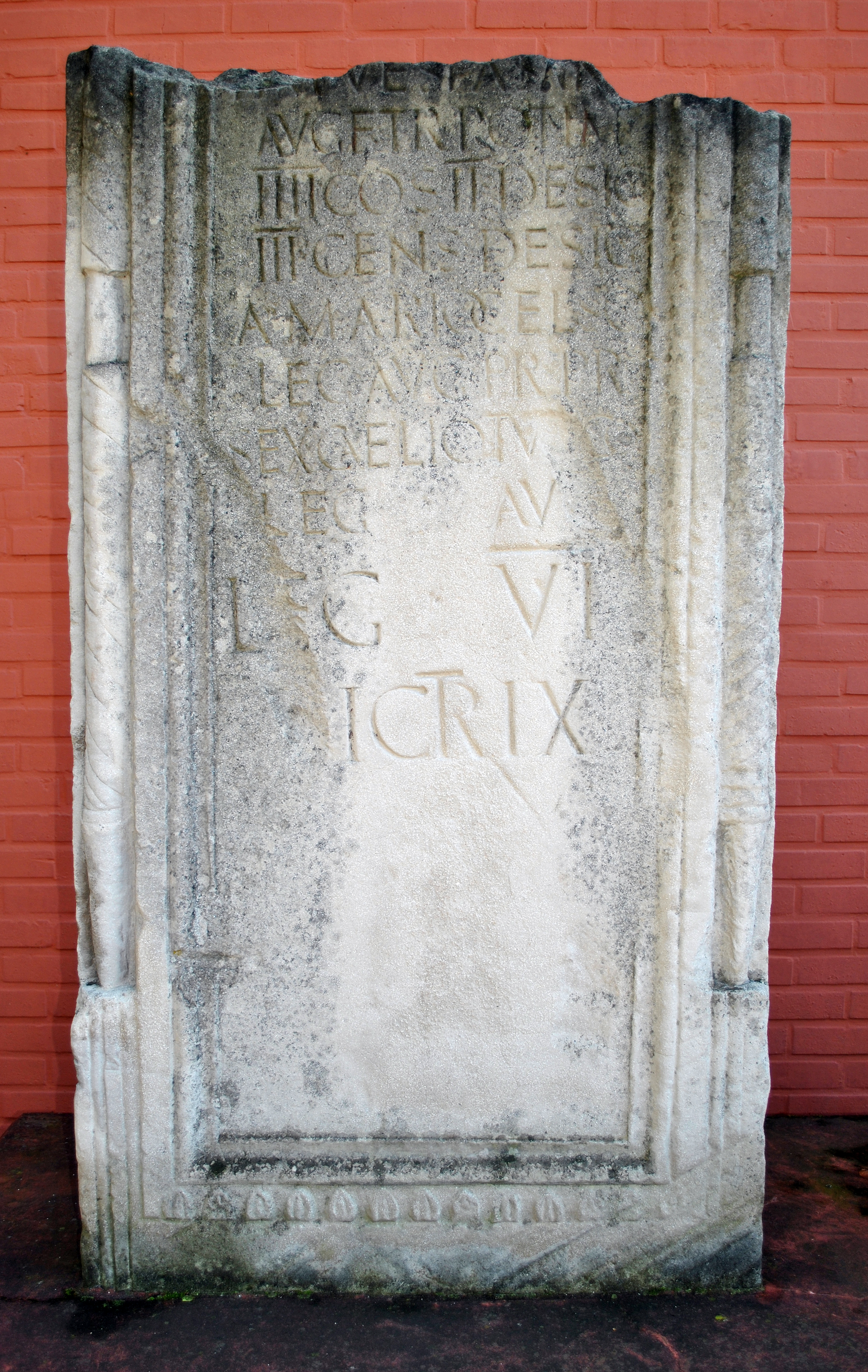
Inscripción procedente de Vetera II (Xanten, Alemania) dedicada por Sextus Caelius Tuscus, legado de la Legio VI Victrix.

En 89, la Legión permaneció leal a Domiciano cuando el gobernador de Germania Superior, Lucio Antonio Saturnino se sublevó, colaborando en la represión de la revuelta, por lo que el emperador le otorgó los títulos de Pia Fidelis Domitiana, que, a la muerte de Domiciano y su damnatio memoriae por el Senado, fueron reducidos a Pia Fidelis.
En 98, apoyó la designación de Trajano como emperador por parte de Nerva. Permaneció en esta provincia hasta la época de Adriano.

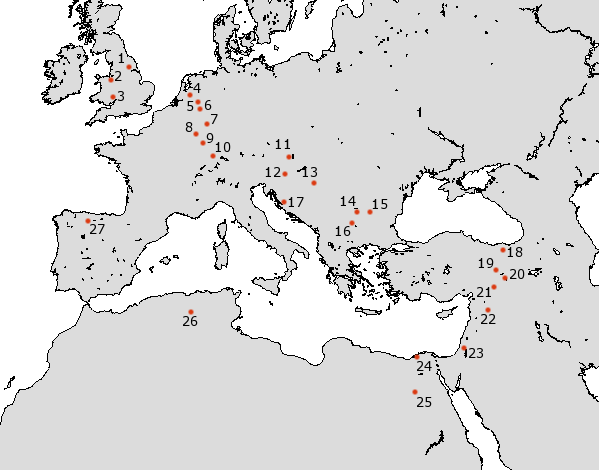
Localización de los campamentos de las legiones romanas en 80. La Legio VI Victrix tenía su base en el n.º 5.

## VI Victrix en Britania
En 119, Adriano trasladó la legión al norte de Britannia, para apoyar a las legiones allí destacadas sofocando la resistencia. Victrix fue clave en la consecución de la victoria y eventualmente reemplazaría a la Legio IX Hispana. En 122 la legión trabajó en la construcción del Muro de Adriano que contribuiría a la paz durante dos décadas.

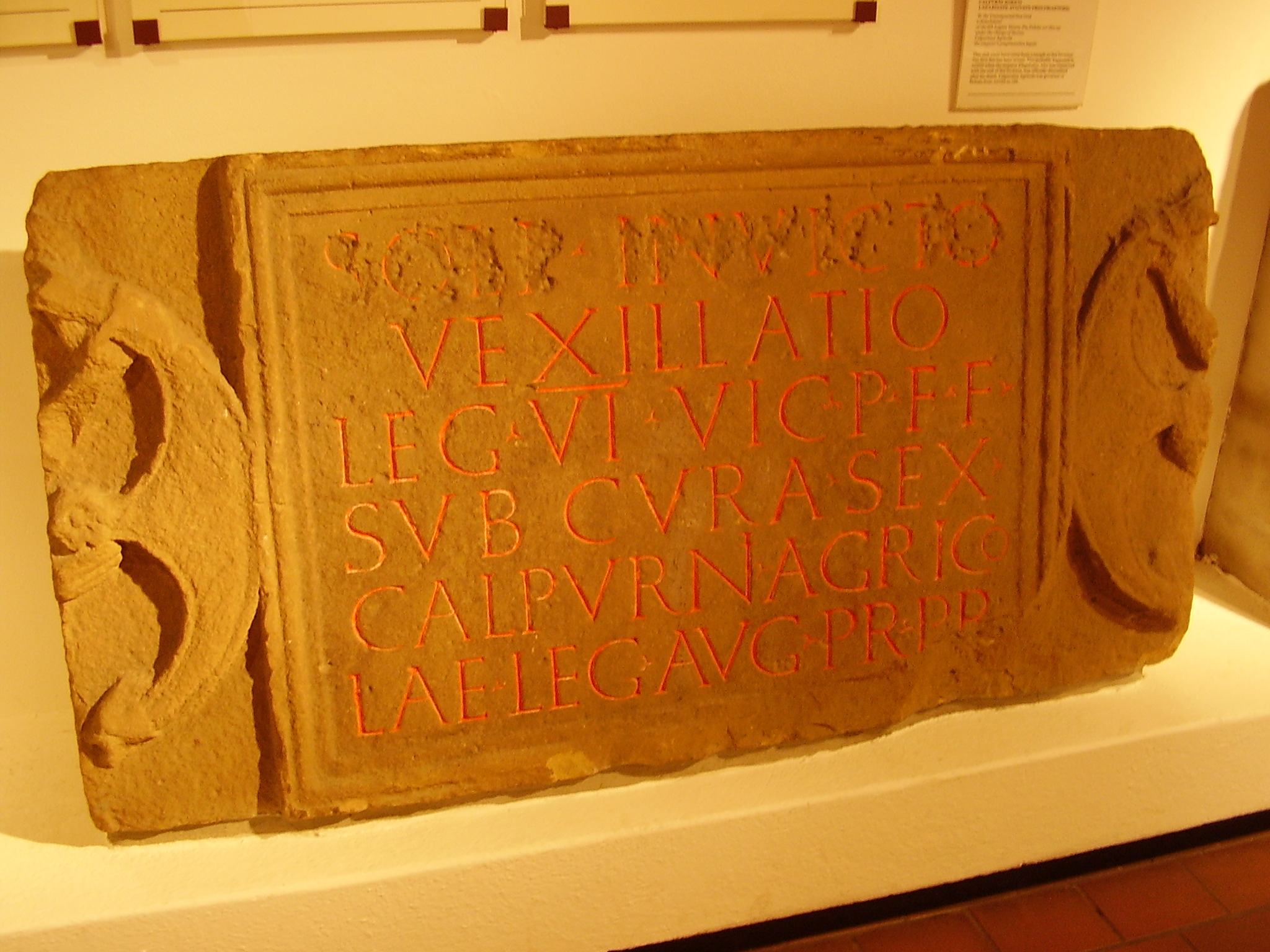
Inscripción romana de un templo dedicado al dios Sol Invicto erigido en Corbridge, Northumberland RIB 1137 (fecha: 162-8) por soldados de la Legio VI Victrix: SOLI INVICTO VEXILLATIO LEG VI VIC P F F SVB CVRA SEX CALPVRNI AGRICO LAE LEG AVG PR PR «Al Dios del Sol Invencible, una vexillatio de la Sexta legión, Victoriosa, Leal y Fiel (...) bajo el mando de Sexto Calpurnio Agrícola, legado de Augusto con poder propretoriano». La inscripción presenta algunos daños, en correspondencia con el nombre del dios: se trata probablemente de una consecuencia de la damnatio memoriae de Cómodo o de Heliogábalo, con los que se asociaba la divinidad.

Veinte años más tarde, ayudaron a construir el Muro de Antonino, pero este fue en gran parte abandonado alrededor de 164.
En 185, las tres legiones de Britania se amotinaron y propusieron como comandante a Prisco, como sustituto del impopular emperador Cómodo, pero Prisco declinó la oferta. El motín fue sofocado por Pertinax, quien, en 192, ya en Roma se proclamó emperador tras el asesinato de Cómodo.
Durante este período, la caballería romana del general Lucio Artorio Casto sirvió con la VI Victrix, quien parece ser que se mantuvo leal a Cómodo.
En el siglo III, la VI Victrix continuó en York. Apoyó a los emperadores galos (260-274), así como a los usurpadores Carausio y Alecto (286-297). Cuando la provincia volvió a control imperial, dirigió la Sexta el príncipe Constancio, más tarde emperador. A su muerte, ocurrida en York en el año 306, los soldados de la Sexta eligieron emperador a su hijo Constantino. A finales del siglo IV la legión seguía existiendo y es probable que marchara de Britania en el año 402.

## Inscripciones epigráficas
- Dis Manibus Gai Iuli Galeria tribu Caleni Lugduno veterani ex legione VI Victrice Pia Fideli heres a se memoriae fecit. Lincoln (Lindum), G.B. RIB 252 = CIL VII 182.
- Dis Manibus sacrum Nig̣ṛiṇae vixit annos XXXX Aurelius Casitto legionis VI Victricis Piae Fidelis curavit. Great Chesters (Aesica), G.B. RIB 1746 = CIL VII 740.
- Dis Manibus Titi Flavi Flavini legionis VI Victricis Classicius Aprilis heres prius quam obiret
fieri iussit. York (Eboracum), G.B. RIB 675.
- Dis Manibus Lucius Bebius Augusta (tribu) Crescens Vindelicum miles legionis VI Victricis Piae Fidelis annorum XLIII stipendiorum XXIII heres amico faciendum curavit. York (Eboracum), G.B. RIB 671.
- Dis Manibus Flaviae Augustinae vixit annos XXXVIIII menses VII dies XI filius Saenius Augustinus vixit annum I dies III vixit annum I menses VIIII dies V Gaius Aeresius Saenus veteranus legionis VI Victricis coniugi carissimae et sibi faciendum curavit. York (Eboracum), G.B. RIB 685 = CIL VII 245. 
- Dis Manibus Gaius Iulius Gai filius colonia Flavia Ingenuus miles legionis VI Victricis Piae Fidelis. High Rochester (Bremenium), G.B. RIB 1292 = CIL VII 1057.
- Dis Manibus Flavius Agricola miles legionis VI Victricis vixit annos XLII dies X Albia Faustina coniugi inconparabili 
faciendum curavit. Londres (Londinium), G.B. CIL V 25.
-Lucio Pompeio Luci filio / Quirina (tribu) Faventino / praefecto cohortis VI Asturum / tribuno militum legionis VI Victricis (...). Astorga (Asturica), España.  CIL II 2637 = AE 1966, 187.
-Lucius Valerius Silvanus / miles legionis VI Victricis / Deo Turiaco / votum solvit libens merito. Oporto (Portus), Portugal. CIL II 2374 = AE 1959, 103. ·
-Titus Pompeius Titi filius / Tromentina (tribu) / Albinus' domo Vienna / IIvir tribunus militum legionis VI Victricis. Mérida (Emerita Augusta), España. AE 2002, 929.
- Marcus Tavonius / Marci filius / Romilia (tribu) / Firmus domo Ateste / miles legionis VI Victricis (...). Mérida, España. Museo Nacional de Arte Romano - Mérida.
-  Dis Manibus sacrum / Gaius Iulius Severus / veteranus legionis VI Victricis / annorum LXI / Iulia Danae liberta ex testamento (...). Mérida, España.  CIL II 490.
- Dis Manibus sacrum / Lucius Maelonius Aper / veteranus legionis VI Victricis Piae Fidelis annorum LXX / militavit beneficiarius (...). Mérida, España. CIL II 491.
- Legio VI victrix. Moers, Nordrhein-Westfalen. AE 2005, 1069b.
- Lucius Helvius Luci filius / Papiria tribu / Rebilus Augustanus / veteranus legionis VI Victricis. Mérida, España. AE 2006, 616.